# 남성학
남성학(男性學)은 페미니즘, 여성학에 자극되어 1990년대에 본격적으로 등장한 새로운 학문 영역이다.
남성학은 남성, 남성성, 젠더, 문화, 정치 및 섹슈얼리티에 관한 주제에 전념하는 학제 간 학문 분야이다. 현대 사회에서 남자가 된다는 것이 무엇을 의미하는지 학문적으로 조사한다.

## 같이 보기
- 남성주의